# Cor Veerman
Cor Veerman, familiebijnaam Dekker (17 september 1947 – 13 februari 2024), was een Nederlands musicus. Hij speelde als bassist en/of toetsenist voor de Beatboys, Left Side, Alles, George Baker Selection en De Dekkerband. Solo bracht hij drie singles uit onder de naam Alan Decker, die ook in enkele buurlanden verschenen. Verder schreef hij muziek voor hemzelf en andere artiesten en had hij een kleine muziekstudio aan zijn huis.

## Biografie
Veerman werd geboren in een muzikaal gezin dat in Volendam de bijnaam Dekker draagt. Zijn vader Thoom Veerman (1910-1974) was zanger en trompettist in de EVO Band en had thuis een trompet, klarinet, drie saxofoons en een accordeon. Die bespeelde zelf al deze instrumenten en leerde Cor net als zijn andere twaalf kinderen de beginselen op een of enkele van deze instrumenten. Cor Dekker leerde dan ook al vroeg muziekspelen en liep op zijn twaalfde in de fanfare mee, naast bijvoorbeeld Cees Tol die later in BZN speelde.
Het eerste bandje waar hij voor speelde, was de Beatboys. Toen deze van naam veranderde in Left Side, speelde hij nog mee op de eerste single Confusion in my mind. Vervolgens vertrok hij naar Alles die Murdock 9-6182 op single uitbracht. Hierna was hij drie jaar lang bassist voor de George Baker Selection en ging hij mee op tournees in binnen- en buitenland, waaronder in Frankrijk, Duitsland en Turkije. Hierna bracht hij drie singles uit als Alan Decker, die ook in buurlanden als bijvoorbeeld België en het Verenigd Koninkrijk verschenen. Zijn single Barbara was de enige die een hitnotering bereikte, met een plek in de Tipparade.
Rond 1979/80 nam hij samen met zijn broer Klaas het initiatief voor de oprichting van De Dekkerband, waarin nog twee broers meespeelden en nog enkele andere artiesten zoals Theo van Scherpenseel. Met deze band waren ze ongeveer zeven jaar lang actief. Ze brachten één single uit, waarvan beide liedjes (Lilly van Putten en Volendammer volkslied) vijfentwintig jaar later nog tussen de hoogste vijfentwintig van de Volendammer Top 1000 (2013) belandden.
Na De Dekkerband was hij tweeëntwintig jaar lang uitbater van het café Motje in Volendam. Ernaast was hij songwriter. De nummers op de singles die hij als Alan Decker had uitgebracht, waren allemaal al van zijn hand geweest, evenals de tekst van de twee nummers die De Dekkerband uitbracht. Maar hij schreef ook voor anderen, zoals samen met Piet Veerman de bewerking van Rosie (oorspronkelijk van Dick Wagner) voor het album Third life (1983) van The Cats.
In 1997 was hij een van de initiatiefnemers van het eerste kermisalbum, Volendammer kermis hitfestival genaamd, toen er een traditie was ontstaan onder verschillende muzikanten om tijdens de Volendammer kermis jaarlijks speciale kermisplaten uit te brengen. Verder heeft hij een muziekstudio achter zijn woning, waar hij ook muziek voor andere artiesten opneemt, zoals in 2000 het tweede album van zanger Jan Mühren.
In 2013 bracht hij een cd uit met zelfgeschreven liedjes, dat - naar eigen zeggen - een van de enige cd's is die in het Volendamse dialect is uitgebracht. Zijn dochter Barbara, die ervoor nog niet eerder actief was geweest als zangeres, zong mee op de cd.
Op dinsdag 13 februari 2024 is Cor Veerman ‘Dekker’ op 76-jarige leeftijd overleden .

## Discografie

### Singles
Hij speelde mee op singles bij verschillende bands, zoals Left Side, Alles en de George Baker Selection. Als solozanger bracht hij de volgende drie singles uit, waarvan zowel de A-kanten als B-kanten door hem zelf werden geschreven:
| Jaar | A-kant    | B-kant   | Label, land                                   |
| ---- | --------- | -------- | --------------------------------------------- |
| 1971 | Barbara   | June 26  | Ariola, Nederland Bumble, Verenigd Koninkrijk |
| 1972 | Lady Mary | Dreams   | Ariola, Nederland Supreme, België             |
| 1972 | My Love   | Ann Mary | Ariola, Nederland                             |

### Album
Hij bracht het volgende album in eigen beheer uit in het Volendams:
- 2013: Dekker's Banquet